# Дю Белле, Шарль
Маркиз Шарль дю Белле (фр. Charles du Bellay; 1599 — 8 июля 1661), принц Ивето — французский вельможа, прославившийся своей скандальной жизнью.

## Биография
Второй сын Мартена III дю Белле, принца Ивето, и Луизы де Савоньер.
Тальман де Рео дает этому вельможе нелестную характеристику:

Г-н Дю Белле, король Ивето — человек весьма необычный во всех отношениях; перво-наперво он горбат спереди и сзади, из-за произошедшего с ним несчастного случая. Он и его старший брат, который умер ребенком, воспитывались в земле Мон, близ Лудёна; пол их комнаты провалился; старший остался хромым, а этот горбатым.— Tallemant Des Réaux, p. 136
После смерти своего отца командовал баном и арьербаном анжуйской знати.
В 1622 году женился на Элен де Рьё, дочери маркиза Жана д'Ассерака, из одной из самых знатных бретонских семей, состоявшей в родстве с герцогами Бретани. Она имела около 10 000 ливров ренты, а после смерти своего отца, не считая движимого имущества, располагала более чем 70 000 ливров земельной ренты. 
По словам Тальмана де Рео, принц развлекался тем, что изображал из себя короля Ивето в своих анжуйских владениях, и появлялся при дворе только за тем, чтобы спустить там деньги. В Анжу говорили, что он проиграл 800 000 ливров. Из-за своего высокомерия Шарль дю Белле отказывался подавать кому-либо руку. Визитеры, в том числе и довольно знатные, бывали вынуждены часами ожидать его появления, в то время как принц обдумывал, каким образом избежать рукопожатия. Со временем он был вынужден слегка исправиться, но продолжал пренебрегать правилами цивилизованного общения.
Своей спесью он заразил и жену, которая стала презирать людей настолько, что отказывалась с ними видеться. «Вы сказали бы, что дом де Рьё — это дом Бурбонов».
В значительные расходы Шарля дю Белле вводили и гомосексуальные связи. Тальман де Рео перечисляет четырех его любовников, сменявших друг друга. Первым был поваренок, на которого принц истратил 80 000 ливров, вторым — его метрдотель, третьим — один из его дворян, и последним — некий цыган по имени Монмирай, который сумел вытянуть из дю Белле, к тому времени сильно поиздержавшегося, еще 40 000 ливров.
Принца часто видели в таборе, отплясывавшего с цыганками, а жена была вынуждена договариваться с ним о том, что цыгане будут появляться в доме только днем, а сам табор не приблизится к их жилью больше чем на два лье.
В конце концов, не вынеся того, что супруг в ее присутствии оказывал знаки внимания своему любовнику, Элен де Рьё бросила его и стала жить отдельно, изображая из себя королеву Ивето.
Шарль дю Белле постепенно распродал значительную часть земельных владений, спустив деньги на игру и кутежи. Уже в 1640 году он был вынужден продать свой лес под вырубку, но этому воспротивился город Анже, заявивший протест против подобного опустошения своих окрестностей.
Принц скончался «почти скоропостижно», и вдова даровала прощение цыгану и взяла его под свое покровительство, «в чем тот имел великую нужду, ибо имел множество добра, добытого преступным путем».
Владения Шарля дю Белле перешли в распоряжение властей. Родовые земли дю Белле достались Антуану-Саладену д'Англюру-Савиньи, графу д'Эстожу, сыну Шарля-Саладена д'Англюра и Мари Бабу, дамы де Лабурдезьер, внучки Рене II дю Белле. Он принял имя и герб дю Белле. Сеньория Ивето перешла к Антуану д'Апельвуазену, сеньору де Ла-Шатеньере, мужу Анны, младшей дочери Рене II.